# Trichophthalma calabyi
Trichophthalma calabyi är en tvåvingeart som beskrevs av Paramonov 1953. Trichophthalma calabyi ingår i släktet Trichophthalma och familjen Nemestrinidae. Inga underarter finns listade i Catalogue of Life.